# .358 Norma Magnum
El .358 Norma Magnum es un cartucho de fuego central para rifle introducido en 1959 por Norma . Está estrechamente relacionado con el .308 Norma Magnum ya que ambos cartuchos comparten las mismas dimensiones del cabezal del casquillo con el .300 H&H Magnum; sin embargo, tienen un diseño menos cónico, lo que da como resultado la misma capacidad interna en un casqullo más corto y cabiendo cómodamente en un mecanismo Mauser estándar o en cualquier cajón de mecanismo diseñado para la recámara del .30-06 Springfield. El .358 NM fue el primer cartucho calibre .35 desarrollado comercialmente y vendido en el mercado estadounidense desde el declive del .35 Newton a finales de la década de 1920.

## Usos
Aunque fue presentado por una empresa sueca, el .358 Norma Magnum fue diseñado para cazadores estadounidenses y fue concebido como un cartucho para caza mayor de fauna norteamericana como wapiti, alce, oso pardo, borregos cimarrones y bisontes. Es lo suficientemente rápido y plano para ser útil a distancias de 400 a 500 yardas en animales de caza del tamaño de un alce americano ( wapiti) . ). Si bien es innecesariamente poderoso para caza del tamaño de un ciervo, se puede usar, al menos con las balas .358 más pesadas (y por lo tanto más lentas) en ese tipo de caza sin destruir demasiada carne. Funcionaría bien, con balas adecuadamente diseñadas, en la mayoría de las grandes especies africanas. Pero las leyes que prohíben el uso de balas de menos de 0,375 pulgadas (1 cm) en la caza peligrosa, en la mayoría de los países africanos se limita su uso a la "caza de llanura", incluido el antílope más grande, el eland de una tonelada. 
El .358 Norma Magnum es considerado uno de los "magnum cortos" originales, diseñados para funcionar en mecanismos de rifle largo. Muchos rifles .30-06, como el rifle Springfield de 1903, han sido reequipados con el mucho más poderoso .358 Norma.  La munición de fábrica de Norma para el .358 Norma impulsa una bala de 250 granos a 2880 fps y produce más de 4,600 libras-pie (libras-pie) de energía cinética en la boca, mientras entrega una tonelada-pie de energía a 500 yardas hacia abajo. 